# Dídac Vilà i Moragues
Dídac Vilà i Moragues (Cornellà de Llobregat, Baix Llobregat, 1862 - Cornellà de Llobregat, Baix Llobregat, 1934), fou instrumentista de contrabaix, compositor i director d’orquestra. És el segon membre de la nissaga de músics Vilà de Cornellà de Llobregat, iniciada pel seu pare Diego Vilà i Priu, i continuada pel seu fill Jaume Vilà i Mèlich (Javimel), i, després, pels seus nets Josep Vilà i Figueras i Jaume Vilà i Figueras.
Fill de l’instrumentista i compositor Diego Vilà i Priu i de Maria Moragues. Va contraure matrimoni amb Llúcia Mèlich i Vinyals, veïna de Sant Joan Despí, amb qui va tenir tres fills: Mercè Vilà i Mèlich, Jaume Vilà i Mèlich i el seu germà bessó, que va morir en néixer.
Del 1904 al 1909 fou regidor municipal republicà catalanista. Al 1906 es va integrar en el grup de Solidaritat Catalana.
Va tocar el contrabaix a l’orquestra “Els Munnés” de Molins de Rei, de vegades escrit “Monners”. A partir de 1912 va assumir la direcció d’aquesta orquestra substituint al seu pare, el qual es va haver de retirar per malaltia.
Va ser el fundador de l’orquestra ideada pel seu pare La Artística Llobregatana i va formar part del seu “Personal Artístic”, juntament amb altres instrumentistes locals que el seu pare havia format musicalment, als quals s'hi afegiria el seu fill Jaume Vilà i Mèlich. L’orquestra va ser presentada l’any 1914 a La Unió Social a Cornellà de Llobregat, va romandre en actiu 15 anys, entre 1914 i 1929, i va fer concerts a dins i fora de la comarca del Baix Llobregat.
No es conserva la seva producció compositora.